# Opération de renouvellement urbain

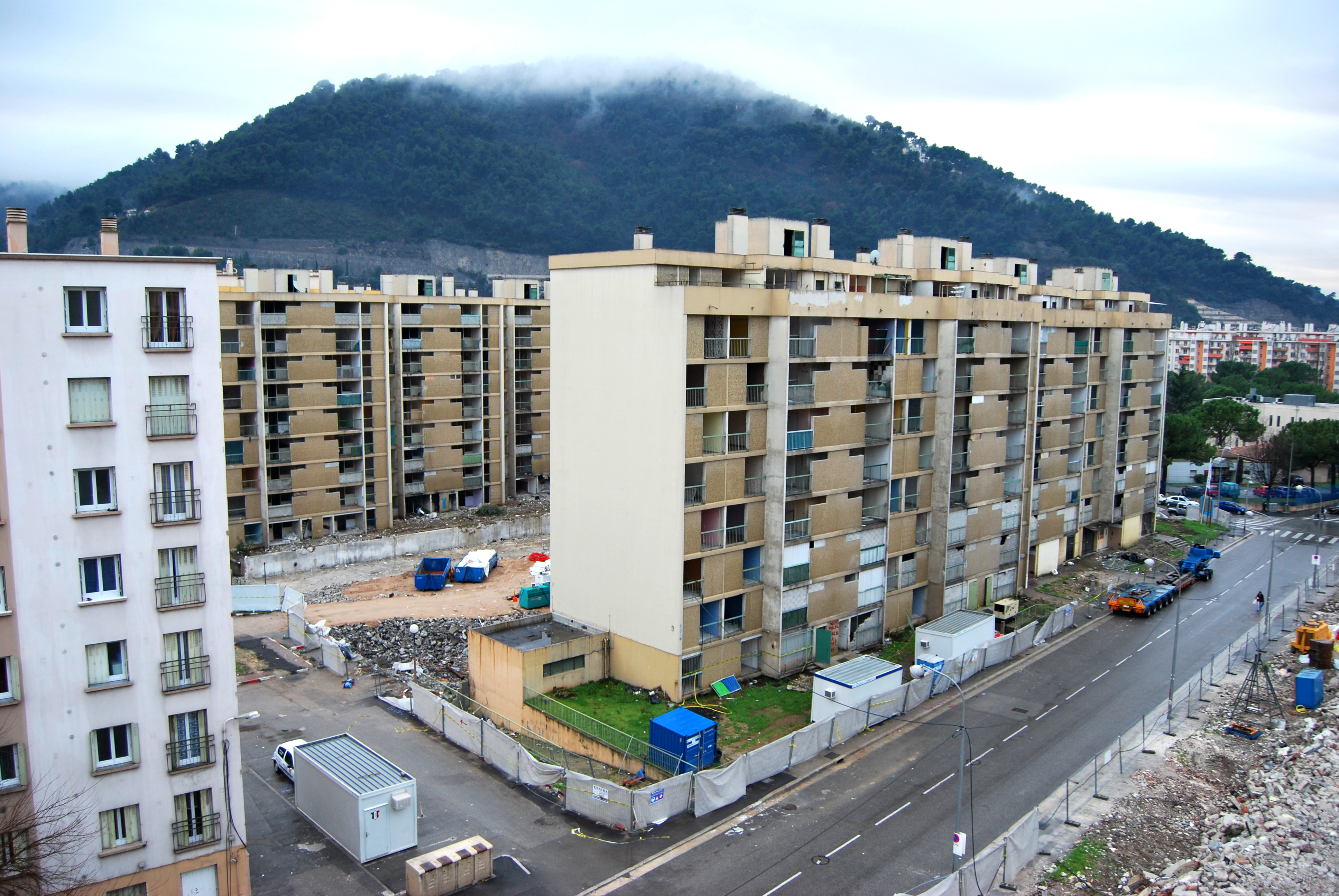
Démolition à L'Ariane, à Nice.

Ne doit pas être confondu avec Renouvellement urbain.
L'Opération de renouvellement urbain (ou ORU) est un ancien dispositif de la Politique de la ville française, moins ambitieux que les Grands projets de ville (GPV), qui a été remplacé par les dispositifs issus du Programme national de renouvellement urbain mis en œuvre notamment par l'Agence nationale pour la rénovation urbaine créée par l’article 10 de la loi d'orientation et de programmation pour la ville et la rénovation urbaine du 1er août 2003.

## Législation
À l’instar du GPV (grand projet de ville) l’ORU est intégrée au contrat de ville (cadre politique de la ville) qu’elle complète en termes d’investissement urbain.

## Sites et projets
Elles concernent les sites et les projets dont la taille est plus modeste que celle des GPV, tout en dépassant les moyens classiques d’intervention du contrat de ville en investissement. En cela, c’est en quelque sorte un « mini » GPV.
Paris bénéficie d'une opération de renouvellement urbain d'un type particulier, qui porte le nom de « grand projet de renouvellement urbain » (GPRU).

## Particularité
La conduite des ORU ne nécessite pas impérativement un dispositif de conduite intégré fort du type GIP (groupement d'intérêt public).

## Évolution
Avec la loi d'orientation et de programmation pour la ville et la rénovation urbaine du 1er août 2003, les ORU situées dans des zones urbaines sensibles (ZUS) seront transformées en opérations de rénovation urbaine et les ORU hors ZUS également, sous réserve d’une demande formelle de la dérogation de l’article 6 de la dite loi.

## Source
Pour partie des informations : Délégation Interministérielle à la Ville (DIV)